# Деспотовац
Деспотовац је градско насеље у Србији и седиште истоимене општине у Поморавском округу. Према попису из 2022. било је 3.595 становника. У близини се налази Ресавска пећина, као и манастир Манасија.
Указом краља 16. јуна 1881. године Деспотовац добија статус варошице.
У Деспотовцу се сваке године одржавају „Дани српског духовног преображења“, 2013. године су одржани 21. пут.
Овде се налази Народна библиотека „Ресавска школа” чија је зграда споменик културе.

## Демографија
У насељу Деспотовац живи 3472 пунолетна становника, а просечна старост становништва износи 40,1 година (38,4 код мушкараца и 41,6 код жена). У насељу има 1566 домаћинстава, а просечан број чланова по домаћинству је 2,77.
Ово насеље је великим делом насељено Србима (према попису из 2002. године), а у последња три пописа, примећен је пораст у броју становника.
|             | \| Демографија[2] \| Демографија[2] \| Демографија[2] \| \| Година \| Становника \| Становника \| \| -------------- \| -------------- \| -------------- \| \| 1948. \| 1.513 \| \| \| 1953. \| 1.282 \| \| \| 1961. \| 1.671 \| \| \| 1971. \| 2.308 \| \| \| 1981. \| 3.268 \| \| \| 1991. \| 4.170 \| 3.847 \| \| 2002. \| 4.363 \| 4.980 \| \| 2011. \| 4.197 \| \| |            |
| Демографија | |            |
| Година      | Становника | Становника |
| 1948.       | 1.513 |            |
| 1953.       | 1.282 |            |
| 1961.       | 1.671 |            |
| 1971.       | 2.308 |            |
| 1981.       | 3.268 |            |
| 1991.       | 4.170 | 3.847      |
| 2002.       | 4.363 | 4.980      |
| 2011.       | 4.197 |            |

| Етнички састав према попису из 2002.‍ | Етнички састав према попису из 2002.‍ | Етнички састав према попису из 2002.‍ | Етнички састав према попису из 2002.‍ | Етнички састав према попису из 2002.‍ |
| ------------------------------------ | ------------------------------------ | ------------------------------------ | ------------------------------------ | ------------------------------------ |
|                                      |                                      |                                      |                                      |                                      |
| Срби                                 | Срби                                 |                                      | 4.208                                | 96,44%                               |
| Црногорци                            | Црногорци                            |                                      | 36                                   | 0,82%                                |
| Југословени                          | Југословени                          |                                      | 25                                   | 0,57%                                |
| Роми                                 | Роми                                 |                                      | 13                                   | 0,29%                                |
| Хрвати                               | Хрвати                               |                                      | 12                                   | 0,27%                                |
| Муслимани                            | Муслимани                            |                                      | 12                                   | 0,27%                                |
| Македонци                            | Македонци                            |                                      | 4                                    | 0,09%                                |
| Бугари                               | Бугари                               |                                      | 4                                    | 0,09%                                |
| Словенци                             | Словенци                             |                                      | 3                                    | 0,06%                                |
| Власи                                | Власи                                |                                      | 2                                    | 0,04%                                |
| Руси                                 | Руси                                 |                                      | 1                                    | 0,02%                                |
| Румуни                               | Румуни                               |                                      | 1                                    | 0,02%                                |
| Мађари                               | Мађари                               |                                      | 1                                    | 0,02%                                |
| Бошњаци                              | Бошњаци                              |                                      | 1                                    | 0,02%                                |
| непознато                            | непознато                            |                                      | 8                                    | 0,18%                                |

| Година пописа     | 1948. | 1953. | 1961. | 1971. | 1981. | 1991. | 2002. |
| ----------------- | ----- | ----- | ----- | ----- | ----- | ----- | ----- |
| Број домаћинстава | 403   | 349   | 506   | 744   | 1.060 | 1.324 | 1.566 |

| Број чланова      | 1   | 2   | 3   | 4   | 5  | 6  | 7  | 8 | 9 | 10 и више | Просек |
| ----------------- | --- | --- | --- | --- | -- | -- | -- | - | - | --------- | ------ |
| Број домаћинстава | 317 | 427 | 316 | 369 | 94 | 28 | 13 | 1 | 0 | 1         | 2,77   |

| Пол    | Укупно | Неожењен/Неудата | Ожењен/Удата | Удовац/Удовица | Разведен/Разведена | Непознато |
| ------ | ------ | ---------------- | ------------ | -------------- | ------------------ | --------- |
| Мушки  | 1.731  | 443              | 1.147        | 88             | 50                 | 3         |
| Женски | 1.898  | 333              | 1.152        | 317            | 92                 | 4         |
| УКУПНО | 3.629  | 776              | 2.299        | 405            | 142                | 7         |

| Пол    | Укупно                    | Пољопривреда, лов и шумарство | Рибарство                            | Вађење руде и камена | Прерађивачка индустрија       |
| ------ | ------------------------- | ----------------------------- | ------------------------------------ | -------------------- | ----------------------------- |
| Мушки  | 808                       | 71                            | 0                                    | 109                  | 56                            |
| Женски | 661                       | 46                            | 0                                    | 27                   | 47                            |
| УКУПНО | 1.469                     | 117                           | 0                                    | 136                  | 103                           |
| Пол    | Производња и снабдевање   | Грађевинарство                | Трговина                             | Хотели и ресторани   | Саобраћај, складиштење и везе |
| Мушки  | 32                        | 45                            | 128                                  | 34                   | 72                            |
| Женски | 12                        | 6                             | 132                                  | 39                   | 26                            |
| УКУПНО | 44                        | 51                            | 260                                  | 73                   | 98                            |
| Пол    | Финансијско посредовање   | Некретнине                    | Државна управа и одбрана             | Образовање           | Здравствени и социјални рад   |
| Мушки  | 8                         | 16                            | 82                                   | 46                   | 64                            |
| Женски | 21                        | 7                             | 56                                   | 56                   | 142                           |
| УКУПНО | 29                        | 23                            | 138                                  | 102                  | 206                           |
| Пол    | Остале услужне активности | Приватна домаћинства          | Екстериторијалне организације и тела | Непознато            | Непознато                     |
| Мушки  | 33                        | 0                             | 0                                    | 12                   | 12                            |
| Женски | 40                        | 0                             | 0                                    | 4                    | 4                             |
| УКУПНО | 73                        | 0                             | 0                                    | 16                   | 16                            |

## Галерија
- Парк у Деспотовцу
- Хала спортова
- Споменик деспоту Стефану Лазаревићу
- Православна црква Деспотовац
- Основна школа у Деспотовцу
- Библиотека у Деспотовцу
- Стари млин у Деспотовцу
- Споменик Стефану Лазаревићу